# Вишнівка (Перекопський район)
Вишні́вка (до 1948 року — Тархан, крим. Tarhan) — село Перекопського району Автономної Республіки Крим. Розташоване на півночі району.

## Історія
Поблизу Вишнівки виявлено залишки поселень доби неоліту (V тис. до н. е.). міді, бронзи і скіфського часу. В численних курганах досліджено поховання періоду бронзи і скіфські. Поблизу села знайдено унікальну кам'яну статую скіфського воїна.

## Населення
Згідно з переписом УРСР 1989 року чисельність наявного населення села становила 1356 осіб, з яких 672 чоловіки та 684 жінки.
За переписом населення України 2001 року в селі мешкало 1313 осіб.

### Мова
Розподіл населення за рідною мовою за даними перепису 2001 року:
| Мова              | Відсоток |
| ----------------- | -------- |
| українська        | 44,68 %  |
| російська         | 41,87 %  |
| кримськотатарська | 10,11 %  |
| білоруська        | 0,08 %   |
| німецька          | 0,08 %   |
| інші              | 3,18 %   |